# This Is America, Charlie Brown
 (novembre 2016).
Si vous disposez d'ouvrages ou d'articles de référence ou si vous connaissez des sites web de qualité traitant du thème abordé ici, merci de compléter l'article en donnant les références utiles à sa vérifiabilité et en les liant à la section « Notes et références ».

This Is America, Charlie Brown est une mini-série d'animation américaine diffusée entre 1988 et 1989. Elle est adaptée du comic strip Peanuts de Charles Monroe Schulz.
Elle a été réalisée par Bill Melendez, Evert Brown, Sam jaimes et Sam Nicholson

## Distribution

### Voix originales
- Erin Chase : Charlie Brown
- Brandon Stewart : Linus van Pelt
- Erica Gayle : Lucy van Pelt
- Brittany Thornton : Sally Brown
- Jason Mendelson : Peppermint Patty
- Gregg Berger : John Krusei / Miles Standish / Orville Wright
- Frank Welker : Abraham Lincoln / Thomas Edison / Alexander Graham Bell / Theodore Roosevelt / Wilbur Wright

## Listes des épisodes
1. The Mayflower voyageurs
2. The birth of the constitution
3. The Wright brothers at Kitty hawk
4. The NASA espace station
5. The building of the transcontinental railroad
6. The great inventors
7. The smithsonian and the presidency
8. The music and heroes of America